# Чан Туан Минь
Чан Туан Минь (вьет. Trần Tuấn Minh, род. 21 октября 1997, Ханой) — вьетнамский шахматист, гроссмейстер (2017).
Чемпион Вьетнама (2017, 2018). В составе национальной сборной участник 43-й олимпиады (2018).
По состоянию на ноябрь 2019 года занимает 5 позицию в рейтинг-листе вьетнамских шахматистов и входит в топ-100 рейтинга активных шахматистов Азии.

## Спортивные результаты
| Год  | Город    | Турнир                                              | + | − | = | Результат | Место |
| ---- | -------- | --------------------------------------------------- | - | - | - | --------- | ----- |
| 2014 | Кечкемет | «Chess in Kecskemet GM November 2014»               | 5 | 0 | 5 | 7½ из 10  | [ 4 ] |
| 2016 |          | «2016 Philippine International Chess Championship»  | 6 | 2 | 1 | 6½½ из 9  | [ 5 ] |
| 2017 | Хошимин  | «7th HDBank international open - Master tournament» | 5 | 1 | 3 | 6½ из 9   | [ 6 ] |
|      |          |                                                     |   |   |   | из        |       |

## Изменения рейтинга
| Графики недоступны из-за технических проблем. См. информацию на Фабрикаторе и на mediawiki.org. |